# أبو حاتم القزويني

## نسبه
محمود بن الحسن بن محمد بن يوسف بن الحسن بن محمد بن عكرمة بن أنس بن مالك بن النضر الآملي.

## اسم شهرته
أبو حاتم القزويني الأنصاري الآملي الطبري.

## مكانته
أحد أعظم أئمة الشافعية. ومن أكبر حملة ألوية المذهب الشافعي.
قال السُّبْكِيُّ: الإمام العلم، أحد أئمة أصحاب الوجوه، هو أبو حاتم القزويني.
وقال الرافعي القزويني: إمام من أئمة أصحاب الشافعي.

## مولده ونشأته
ولد في مدينة آمل من طبرسان، وبها تفقه.
وقدم بغداد فتفقه بها على الشيخ أبي حامد الإسفراييني.
وقرأ الفرائض على ابن اللبان، والأصول على القاضي أبي بكر بن الباقلاني.
ثم رجع إلى آمل، وصار شيخ تلك البلاد في العلم والفقه.
وكان من أجل تلاميذه الإمام أبي إسحاق الشيرازي (ت 476هـ) الذي قال عنه : كان حافظًا للمذهب والخلاف، ونصف كتبًا كثيرة في الخلاف والمذهب والأصول والجدل، ودرَّس ببغداد وآمل، ولم أنتفع بأحد في الرحلة كما انتفعت به وبالقاضي أبي الطيب، وتوفي بآمل سنة أربع عشرة أو خمس عشرة وأربعمائة.
قال السبكي : له المصنفات الكثيرة، والوجوه المسطورة، ومن مصنفاته (تجريد التجريد) الذي ألفه رفيقه المحاملي.
وقال ابن قاضي شهبة : ومن تصانيفه (الحِيَل) تصنيف لطيف يذكر فيه الحيل الدافعة للمطالبة، وأقسامها من المحرمة، والمكروهة والمباحة، و(تجريد التجريد) لرفيقه المحاملي، نقل عنه الرافعي في مواضع، منها : في النكاح في الكلام على التحليل، وفي موضعين من الظهار، وفي أوائل القضاء، ونقل في الروضة من زوائده في آخر الشفعة عن كتابه المسمى بالحيل.
روى عن أبي بكر بن داسة، وأبي حامد الإسفراييني، وأبي الحسين بن اللبان الفرضي، ومحمد بن أحمد بن رزقويه، وأبي عبد الله الحسين بن أحمد بن الصلت، ومحمد بن أحمد الناتلي وغيرهم.
وروى عنه ابنه أبو الفرج محمد، وعزيزي بن عبد الملك بن منصور، وغيرهما.
وكان ابن عمه الإمام زكريا القزويني قد ذكره في كتابه آثار البلاد وأخبار العباد.

## وفاته
قال ابن السمعاني : توفي سنة أربعين وأربعمائة، وجرى عليه الذهبي وابن هداية الله الحسيني. وهو الموافق 1048 م.
وذكره الذهبي مرة أخرى فيمن توفي قبل الستين تقريبًا.
وقال تلميذه أبو إسحاق الشيرازي : توفي بآمل سنة أربع عشرة أو خمس عشرة وأربعمائة.
وكتاب الحيل موجود مخطوطه في مكتبة برلين برقم (4974)، وفي شستربتي برقم (4463)، وقد حققه وطبعه السيد الحسين بن حيدر الهاشمي .
وينتسب إليه جماعة إلى الآن في قزوين، يقال لهم آل حاتم، كان منهم العلامة ياسر بن حمزة بن الحسين بن محمد بن العباس بن شعيب الحاتمي الأنصاري القزويني الحنفي، كان قد دخل إسطنبول عام 1319ه، وزار البقاع المقدسة أكثر من مرة، مرة كانت في عام 1322ه، وآخرها عام 1349ه، وأخذ عن أعلام الحجاز، وأخذوا عنه، وتوفي في قزوين.